# Chiesa di San Giorgio in Lemine
La chiesa di San Giorgio in Lemine è un luogo di culto cattolico situato nel territorio del comune di Almenno San Salvatore, in provincia di Bergamo.
Si tratta di un edificio ecclesiale romanico a struttura basilicale a tre navate, risalente all'XI-XII secolo, che assieme alla Rotonda di San Tomè si inserisce nel ciclo romanico tipico dell'arte bergamasca medievale.

## Il contesto del Lemine altomedioevale

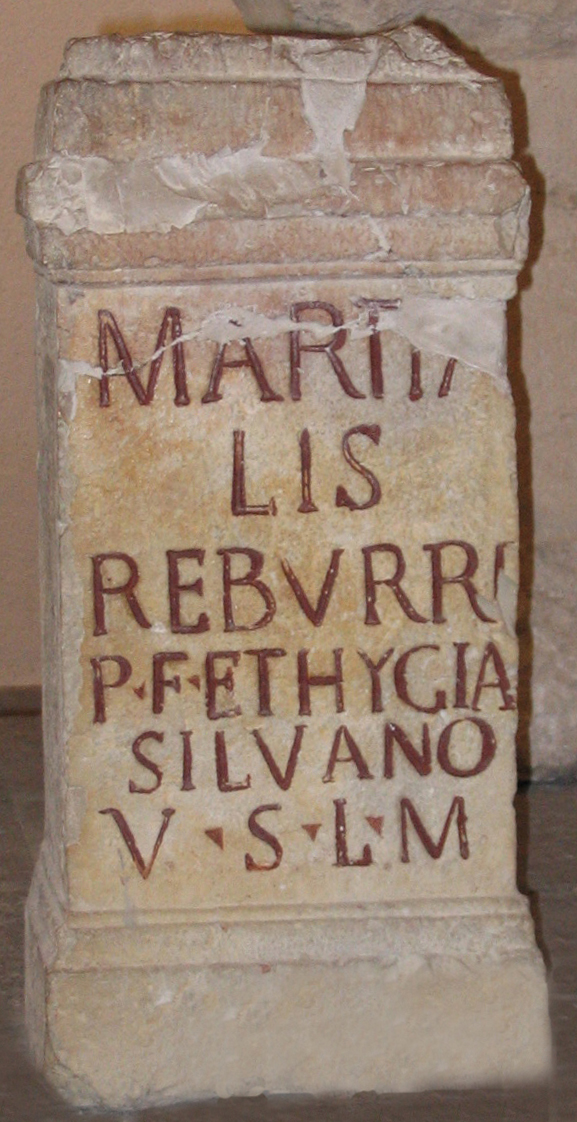
Ara al dio Silvano

Il territorio su cui è stata costruita la chiesa di san Giorgio faceva parte di un più vasto comprensorio, Lemine, già abitato in epoca protostorica e assurto a particolare importanza con l'espansione romana.
L'area di Lemine si allargava tra la sponda occidentale del fiume Brembo e quella orientale dell'Adda, comprendendo a nord la Valle Imagna e incuneandosi a sud verso l'attuale Brembate.
Il territorio si prestava allo sviluppo demografico sia per la presenza di diversi corsi d'acqua, quali il Begonia, il Lesina, il Tornago, il Terzago, il Pussano, il Mutium, il Rium, oltre naturalmente al Brembo, sia per la fertile area pianeggiante che si estendeva verso sud, al centro della quale era l'ager, poi corrotto in Agro. In questa pianura, leggermente sopralzata sul Brembo, si sviluppò la centuriazione, creandosi così i presupposti per la sua trasformazione nel centro politico-amministrativo dell'intero territorio: il vicus, caposaldo del ben più ampio Pagus Lemennis.
Lemine fu sin dal Medioevo la denominazione di questo territorio e tale si mantenne anche nelle sue attuali forme corrotte di Almenno o Almè.
La conformazione orografica, la vicinanza del ponte erroneamente attribuito alla Regina Teodolinda da cui prese il nome, Ponte della Regina, l'adiacenza di una pianura fertile consentirono la presenza e lo sviluppo di un centro popolato anche dopo la caduta dell'Impero romano d'Occidente, le invasioni barbariche, gote, longobarde e la conquista franca.
La presenza romana su quello che sarebbe stato il pagus lemennis si sovrappose sugli abitanti indigeni, i Galli Cenomani, inglobandoli e assimilandoli gradualmente nel nuovo sistema politico-culturale romano. Numerosi reperti archeologici, quali un'ara votiva alla dio Silvano e i resti di un imponente ponte a otto arcate sul Brembo, entrambi nei pressi della chiesa di san Giorgio, testimoniano l'importanza che i romani attribuirono al sito.
Il ponte che consentiva il collegamento alla Rezia, attraverso Bergamo, della parte orientale della pianura padana, costituiva per i Romani uno snodo di vitale importanza strategica per il controllo delle vie di accesso e di transito verso l'Europa centro-meridionale.
Roma si impose dapprima militarmente, disseminando sul territorio accampamenti militari, i castra di cui sono rimasti diversi toponimi, e poi con un'opera di colonizzazione intensa, agevolata fra l'altro dalla popolazione cenomane alleata e tradizionalmente fedele.
Con i longobardi l'ager, che può essere considerato il capoluogo del Pagus Lemennis, fu sede di una corte regia, mentre sotto i franchi divenne un punto fortificato con il castello fattovi costruire, nel X secolo, dal conte Radaldo.

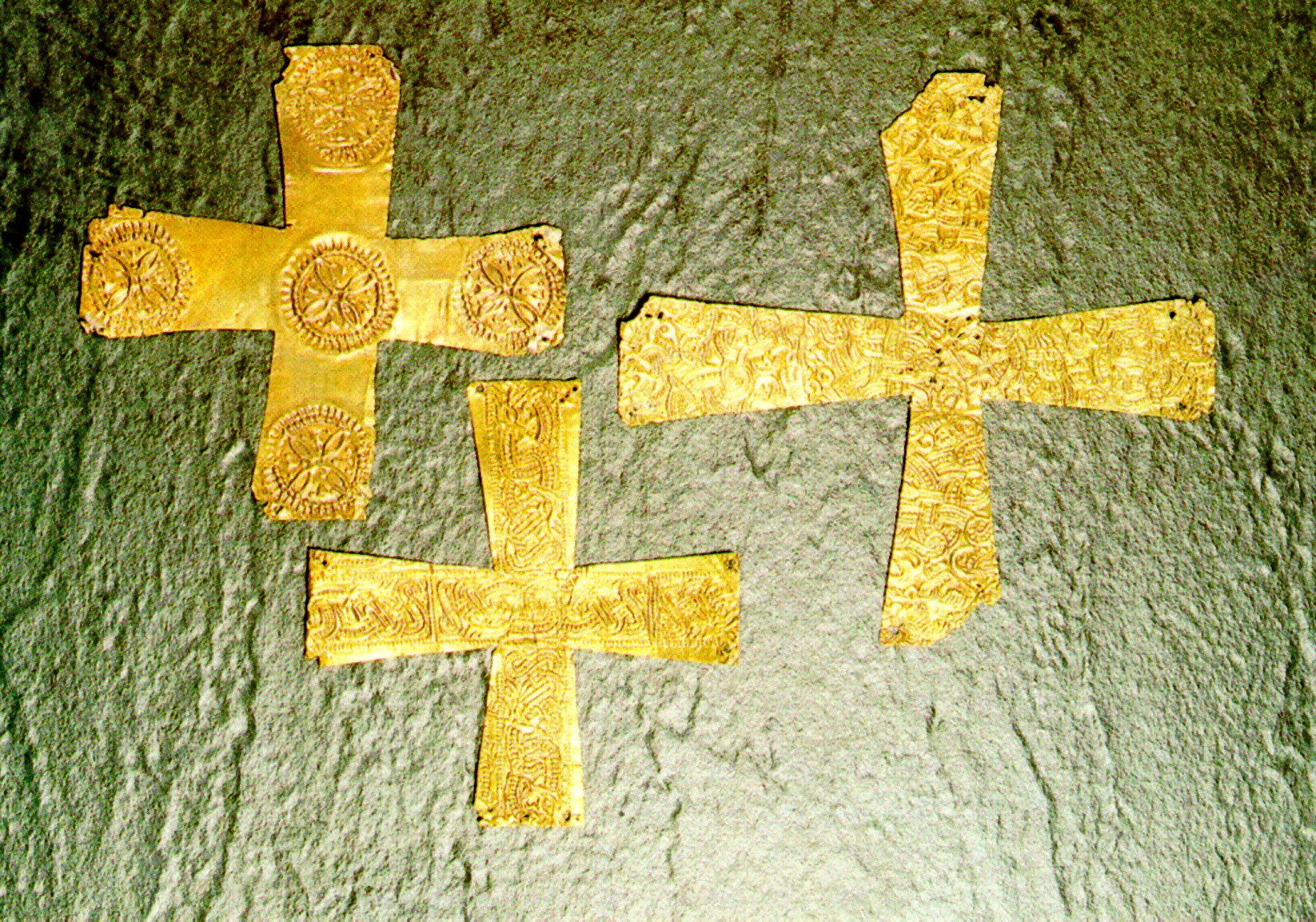
Crocette longobarde

Durante il periodo franco il territorio di Lemine, attualmente parte della provincia di Bergamo, era un possesso dei conti franchi di Lecco e lo rimase fino al 975 quando alla morte dell'ultimo conte di Lecco, Attone, passò in base ad una dubbia disposizione testamentaria, molto probabilmente apocrifa, al Vescovo di Bergamo.
Lemine rimase feudo del Vescovo di Bergamo fino alla nascita del comune di Almenno, 1220, di cui seguì le vicende storiche assieme a quelle dell'episcopato.
San Giorgio subì, assieme al suo territorio, il disastro delle lotte tra guelfi e ghibellini che vide questi ultimi perdenti ed entrò nell'oblio dopo il 1443, quando la Repubblica di Venezia epurò ed esiliò i ghibellini.
La nascita di nuove parrocchie, lo sviluppo di nuovi agglomerati rionali, la suddivisione di Lemine, ormai Almenno, nei due comuni di Almenno San Salvatore e Almenno San Bartolomeo emarginarono San Giorgio fino all'età contemporanea.

## Fondazione

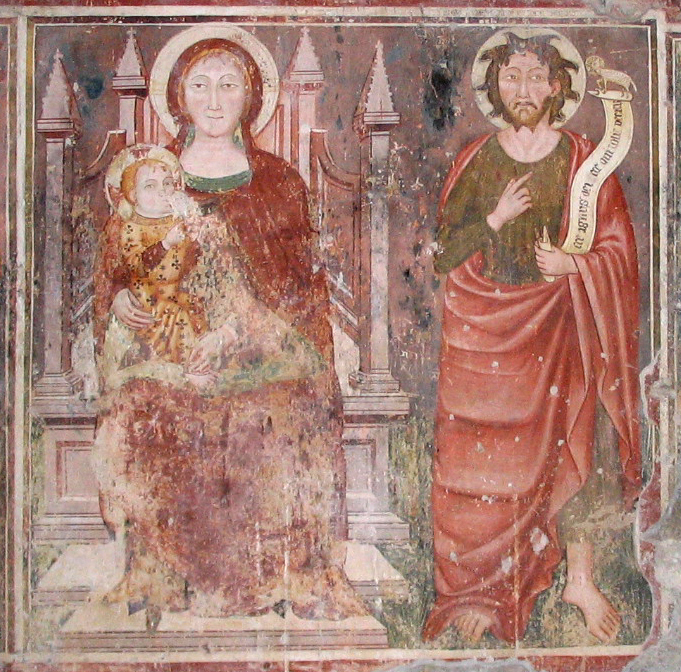
Madonna in trono e San Giovanni Battista

Non c'è una documentazione certa sulla fondazione né sulla datazione della chiesa di San Giorgio: gli studiosi si sono esercitati in una serie di ricerche storico-archeologiche per individuarne la data, il patrocinatore e i motivi che vi presiedettero, senza giungere a una conclusione univoca.
L'unica data certa è il 1171, in cui risulta, da documenti storici, che la chiesa esisteva, mentre si può ragionevolmente escludere una iniziativa popolare nella sua costruzione, poiché il comprensorio era sottoposto secondo un rapporto feudale all'episcopato di Bergamo, istituzione potente sia sotto l'aspetto politico-militare che economico.

Solo il vescovo era in grado di sostenere la costruzione di un edificio ecclesiale in un territorio a lui sottoposto, mentre è plausibile che la sua iniziativa sia stata motivata dalle nuove esigenze devozionali e liturgiche di una popolazione accresciuta. Fu, infatti 
()
L'edificio ecclesiale fu costruito in due momenti con materiali e tecniche diverse, migliori e più curati prima, più dozzinali e quasi occasionali dopo. Ciò può essere ascritto alle difficoltà politiche del periodo, che videro il vescovo Gerardo, suo presunto ispiratore, scomunicato nel 1167 per avere appoggiato l'impero e la concomitanza del contrasto tra la Lega Lombarda e Federico Barbarossa. A tutto ciò potrebbero essersi aggiunte difficoltà economiche e di reperimento dei primitivi materiali di costruzione.

## XIV e XV secolo
San Giorgio visse il suo periodo migliore dalla seconda metà del XIV secolo alla prima metà del XV. Seppure non avesse il rango di parrocchia o di canonica ma di chiesa sussidiaria della Pieve di Lemine ne assunse, a partire dal Trecento, gradualmente le funzioni fino a sostituirsi ad essa.

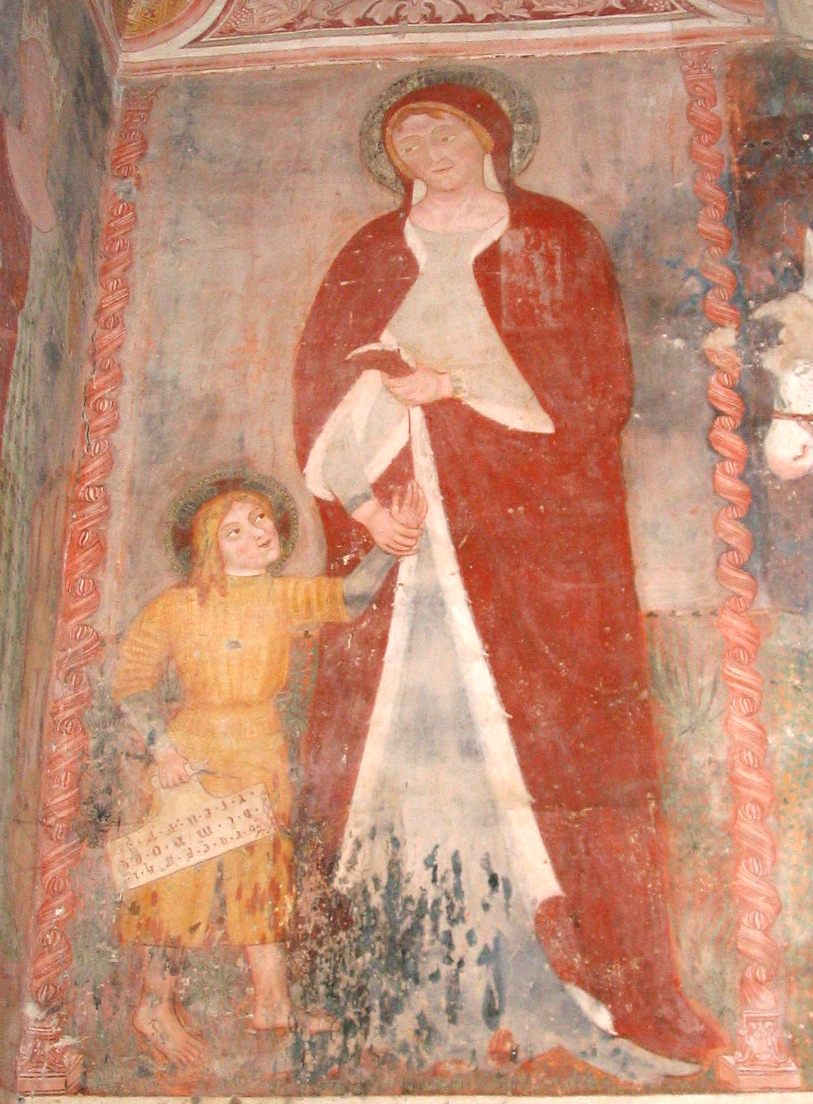
La Madonna e il Bambino

A favore di San Giorgio giocarono fattori demografici e politici: da una parte l'aumento della popolazione, dall'altra le lotte tra i guelfi di Lemine superiore e i ghibellini di Lemine inferiore, le due entità in cui di fatto si era suddiviso il territorio. Queste lotte, il più delle volte sanguinarie, avevano indebolito la posizione della Pieve, di difficile accesso perché arroccata nel castello, spingendo a privilegiare San Giorgio alla cui costruzione e abbellimento aveva contribuito il popolo.
Lentamente San Giorgio si staccò dalla Pieve fino a raggiungere una certa autonomia non solo liturgica ma anche economica per i numerosi lasciti e donazioni diretti non solo alla sua gestione ma anche al suo abbellimento. Buona parte dei donativi furono destinati dagli offerenti al finanziamento degli affreschi che avrebbero ricoperto integralmente le pareti interne della chiesa.

### Disciplinati
Nella prima metà del Quattrocento San Giorgio era divenuto il centro non solo dell'attività religiosa ma anche un punto di incontro della comunità per la trattazione di affari di ordine civile.
Alla chiesa si appoggiò anche una confraternita di civili devoti, chiamati Disciplinati o Disciplini, che oltre alle preghiere si dedicavano al proselitismo e alla propria flagellazione per purgare i peccati e impetrare il perdono divino, ricercando le stesse sofferenze della Passione di Cristo.
Su di essi ebbe una grande influenza la predicazione del domenicano Venturino da Bergamo che a partire dal 1335 percorse l'Italia settentrionale e centrale invocando la pace e prescrivendo la penitenza.

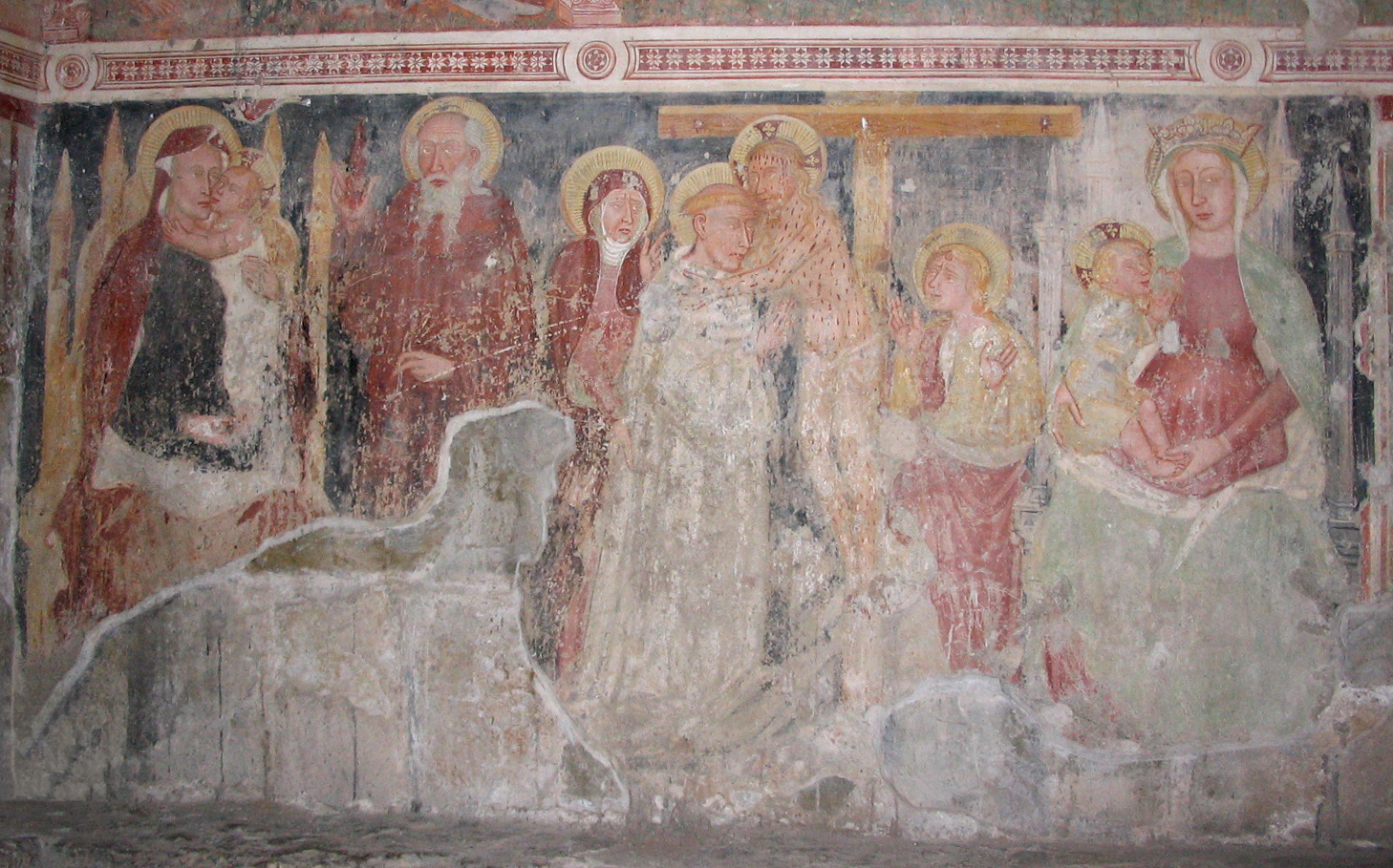
Deposizione dalla Croce

I Disciplinati svolgevano anche attività di carattere sociale come l'assistenza ai bisognosi e l'intervento diretto per sedare le lotte endemiche del periodo che sconvolgevano la comunità sia per le uccisioni che per la devastazioni dei beni che ne seguivano.
Il punto di riferimento di questi penitenti divenne il portico di San Giorgio, oggi non più esistente, essendo loro interdetto dalle norme canoniche l'uso dell'interno della chiesa.
Alcuni autori ritengono che i cosiddetti Disciplinati di San Giorgio si svilupparono tra il XIV e il XV secolo, in momenti di grande e drammatica tribolazione politica aggravati dalle ricorrenti pestilenze, che favorirono la nascita e la diffusione un po' dappertutto di questo genere di movimenti penitenziali.
In questa seconda ipotesi avrebbero influito più che le parole di Venturino da Bergamo quelle irruenti di Bernardino da Siena.

## Decadenza
L'inizio della decadenza di San Giorgio coincise con l'aumentare della virulenza delle lotte intestine tra i Guelfi e i Ghibellini, i primi fautori di Venezia, che li sosteneva, i secondi alleati dei Visconti in quell'annosa lotta che avrebbe visto ancora a lungo Venezia e Milano contrapposti.
Nei primi decenni del Quattrocento Lemine fu spettatrice di ruberie, devastazioni delle proprietà, uccisioni e attentati intestini che i contrasti tra Venezia e Milano viscontea esaltavano fornendo di volta in volta la copertura politica.

Nel 1438 i guelfi 
()
 con le consuete confische dei beni.

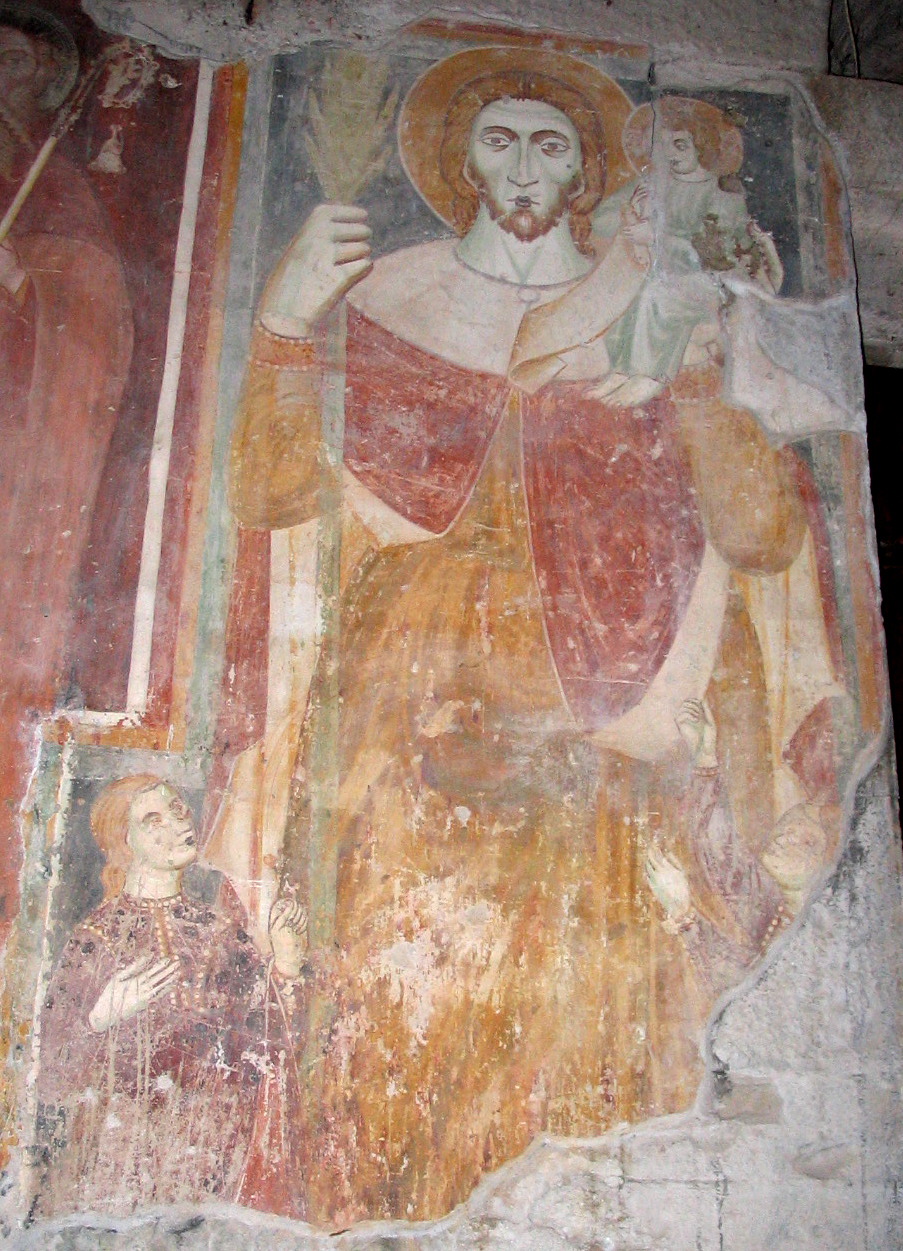
San Cristoforo

Prevalsero alla fine i guelfi di Lemine superiore, o per meglio dire Venezia, e scoppiarono ritorsioni nei confronti dei ghibellini di Lemine inferiore che culminarono nella distruzione dell'abitato di questa, ordinata il 13 agosto 1443 da Andrea Gritti podestà di Bergamo, e nella dispersione della sua comunità.
Dopo questa data vennero a mancare a San Giorgio il suo substrato umano e i suoi sostenitori mentre di contro si sviluppava la parte settentrionale del paese.
La sconfitta dei ghibellini causò lo spostamento del baricentro della comunità verso Lemine superiore, il che comportò la costruzione di nuove chiese distogliendo l'attenzione da San Giorgio, abbandonata all'incuria e all'oblio.
La chiesa di San Giorgio rimase isolata in un'area spopolata e Venezia vendendo ai propri sostenitori le proprietà confiscate ai perdenti la condannava alla decadenza, come è testimoniato dalle relazioni delle diverse visite pastorali che vi si succedettero fino al XVII secolo.

## Peste
Fu con la peste manzoniana del 1630 che San Giorgio, in un certo senso, rinacque. Questa peste colpì duramente il territorio di Lemine, ora Almenno, causando un impressionante numero di morti, quasi un terzo della popolazione, ai quali bisognava dare sepoltura e per questa funzione San Giorgio con il suo piccolo cimitero risultò particolarmente idonea: isolata nei campi ma facilmente raggiungibile rappresentò la soluzione ideale. Da allora si caratterizzò come la chiesa dei Morti mantenendo questa funzione anche dopo la fine della peste e si creò, in maniera inconsapevole, l'usanza di seppellire i propri morti nel cimitero di San Giorgio, quasi una moda che crebbe al punto da farvi istituire, nel 1761, una cappellania per i suffragi funebri.
Da ciò derivò una più ampia devozione e una maggiore attenzione per la manutenzione dell'edificio ecclesiale che fortunatamente non portò all'imbiancatura della pareti interne salvando così gli affreschi superstiti.

## Tempi nuovi
San Giorgio attraversò l'Ottocento tra alterne vicende, momenti di cura e di abbandono si susseguirono in funzione della maggiore o minore attenzione dei prevosti incaricati, riducendosi tuttavia a quasi rudere agli inizi del XX secolo. Solo a partire dagli anni cinquanta del secolo scorso si riaccese l'interesse storico-artistico verso San Giorgio di cui si iniziavano a riscoprire e rivalutare gli affreschi come uno dei più importanti esempi di quest'arte nell'area lombarda.

Uno dei più appassionati ed esperti cultori degli affreschi di San Giorgio fu don Angelo Rota 
()

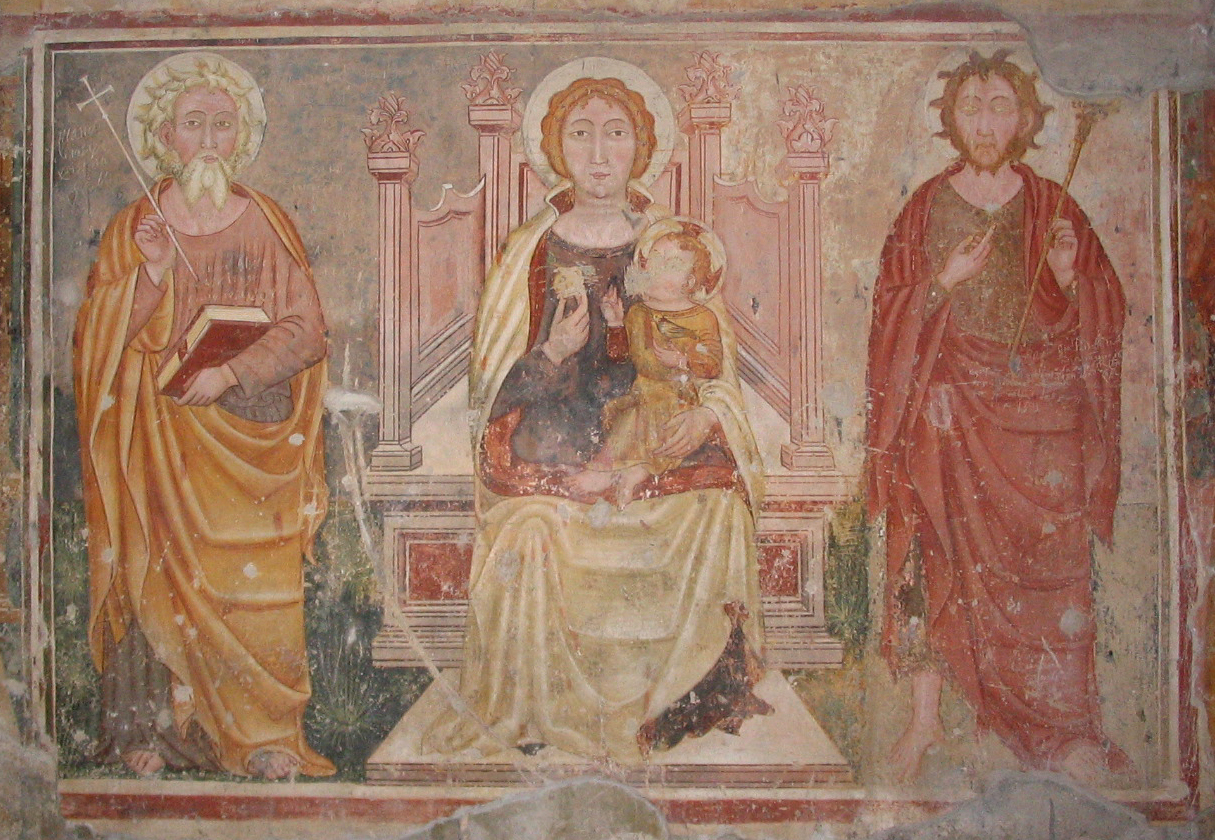
Madonna in trono

Il Rota si prodigò per la sua rinascita, avendone compreso il valore artistico e storico, e riuscì a coinvolgere negli anni sessanta-settanta la Commissione Diocesana di Arte Sacra, la Soprintendenza alle Belle Arti e alcuni sostenitori privati nel restauro della chiesa e nel recupero dei suoi affreschi. Di questi alcuni furono salvati con la tecnica dello strappo ma diversi furono sottratti indebitamente e non più ritrovati nonostante un processo per furto, 24 settembre 1976, ne riconobbe il colpevole.
Dopo la morte di don Rota, 1982, fu effettuato nel 1989 un ulteriore ciclo di restauri a carattere prevalentemente architettonico che restituì San Giorgio nella stesura attuale al godimento degli amanti dell'arte in genere e di quella romanica di cui assieme a San Tomè è uno degli esempi più belli del territorio lombardo e in particolare di quello bergamasco.

## Affreschi
La rilevante importanza che San Giorgio assume nella storia dell'arte non solo lombarda è dovuta, oltre che alla sua architettura romanica, agli affreschi che ornano le sue pareti, superstiti di quello scenario pittorico che all'origine foderava quasi completamente l'interno della chiesa.

Si tratta di opere di grande bellezza e compiutezza artistica che si svolgono con un movimento filmico coprendo i diversi periodi storici in cui sono stati realizzati. 
()
 appare evidente nel succedersi dei differenti stili pittorici.
Alcuni di questi affreschi, quali la Maestà nell'abside e i simboli dei quattro evangelisti, i più antichi, sono particolarmente deperiti e appena leggibili ma i loro resti ne fanno intuire la bellezza originaria.

Il simbolismo che presiede alla Maestà richiama 
()
Gli affreschi testimoniano le diverse sensibilità e capacità artistiche dei momenti i cui sono stati realizzati e nell'insieme costituiscono uno scenario policromo di grande impatto visivo.
I più antichi, XII-XIII secolo, sono espressione di un linguaggio romanico con riflessi bizantineggianti, opere di artisti di area bergamasca, come alcuni santi affrescati su dei pilastri, strappati per tutelarne la conservazione mentre gli affreschi della parete di destra, del secolo successivo, hanno una maggiore compiutezza e suggeriscono quasi un'anticipazione di canoni rinascimentali evidenti nello scenografico trittico di San Giorgio e la Principessa, la Madonna e il Bambino e Sant'Alessandro attribuito al Maestro del 1388.

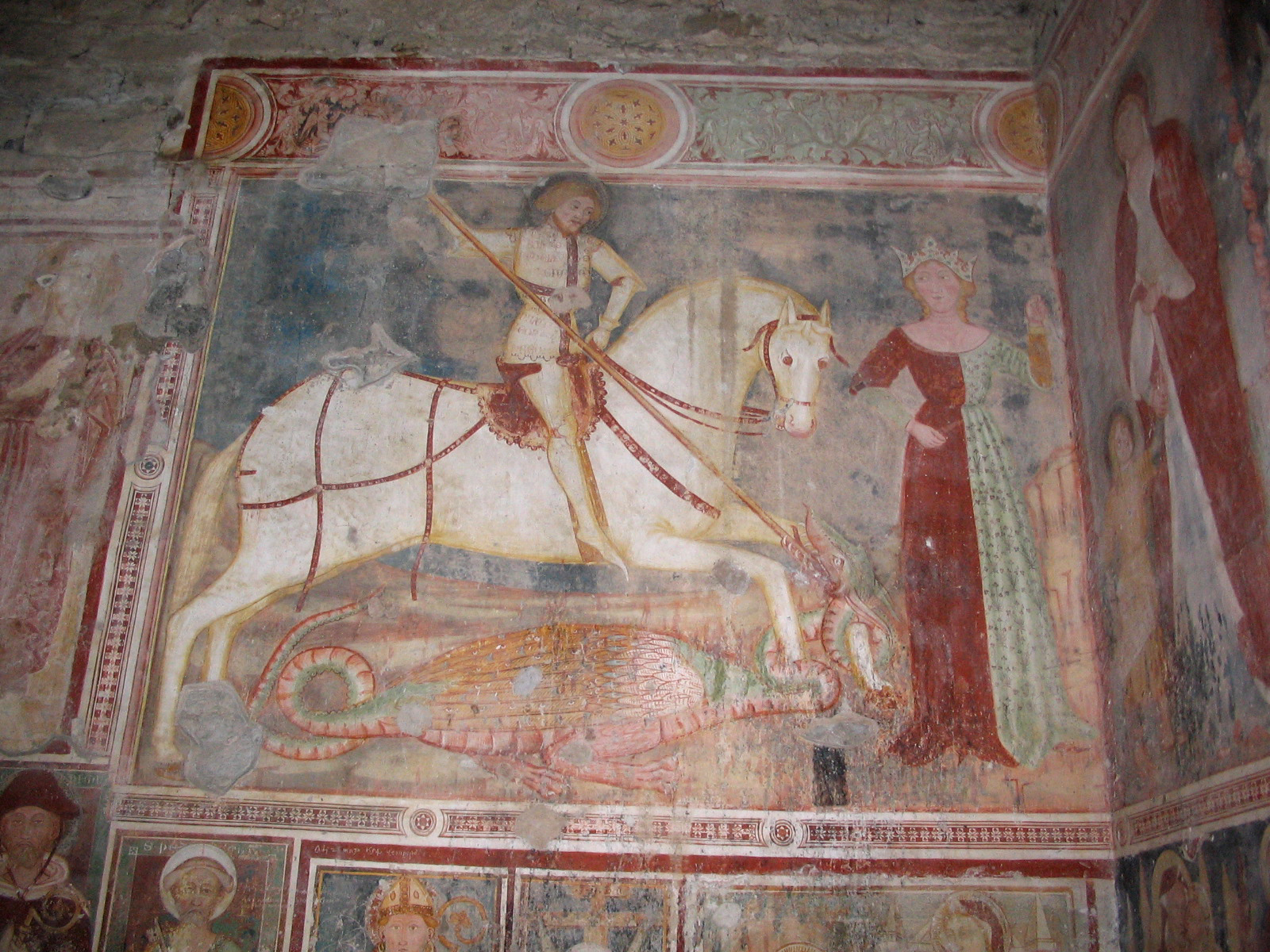
San Giorgio e la Principessa

È un trittico asimmetrico, posto sull'angolo tra la parete sud e la parete destra, che raffigura San Giorgio nell'atto di uccidere il drago davanti alla Principessa, la Madonna che tiene per mano il Bambino, racchiusa fra sottili colonnini tortili, e alla sua sinistra Sant'Alessandro addobbato da cavaliere.
Particolarmente belle nelle loro composizioni le figure di San Giorgio armato in bianco su cavallo bianco e della Principessa, in drappeggio elegante e composto, richiamano un'atmosfera cortese più da castello visconteo che da luogo di culto.
Grazioso il linguaggio degli occhi tra la Madonna e il Bambino, mentre appare sontuoso Sant'Alessandro anch'esso su cavallo bianco.

In questo affresco è stato intuito quasi un simbolico messaggio politico connesso alla 
()
Interessanti i due riquadri del Battesimo di Cristo e della Natività attribuiti anch'essi al Maestro del 1388.
Di grande drammaticità la quattrocentesca deposizione nel sepolcro di incerta attribuzione in cui l'affollamento dei personaggi contribuisce ad esaltare il pathos espresso dai volti. Si possono riconoscere Giovanni di Arimatea, ai piedi, la Maddalena che bacia le ginocchia di Cristo la Madonna che ne bacia il volto e San Giovanni Evangelista che ne sorregge il capo. Notevole l'espressione della pia donna che grida con le braccia alzate.

Il complesso degli affreschi di San Giorgio costituisce il più importante e raro esempio di pittura medievale bergamasca.
(.)

## Architettura
La chiesa di San Giorgio isolata nei campi 
()
La sua struttura basilicale a tre navate e l'abside centrale sono alleggeriti da tre eleganti finestrelle a doppio sguancio che danno luce e contribuiscono con un chiarore tenue al gioco di ombre che rende più misteriosa la lettura di quel che resta della Maiestas Domini.

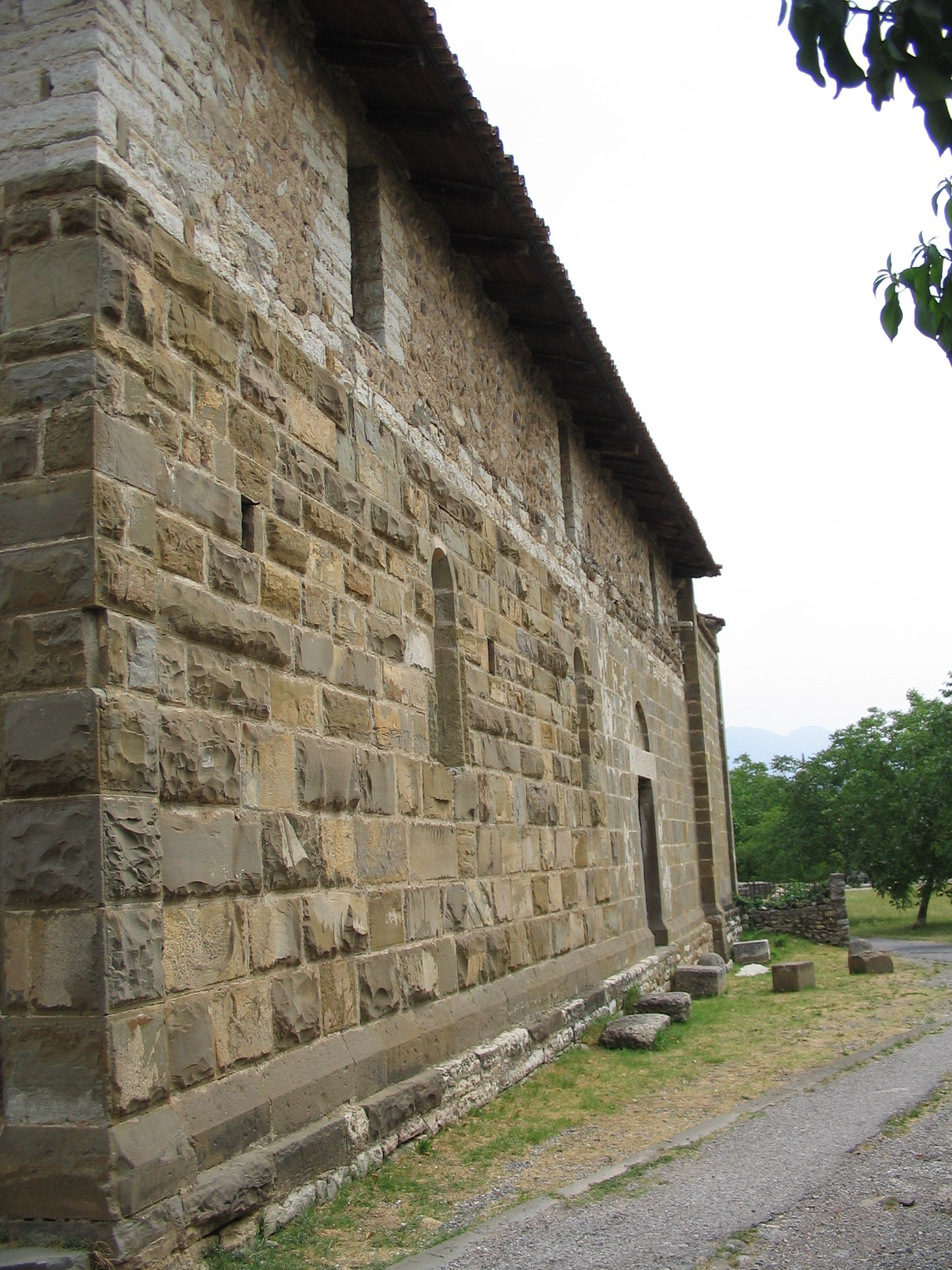
Parete est

Dalle finestre sulle pareti laterali piove una luce diafana appena sufficiente ad ammirare lo sviluppo degli affreschi che coprono le pareti.
La facciata esterna presenta una doppia coloritura dovuta ai diversi materiali usati nelle due fasi di costruzione dell'edificio: la parte inferiore in materiale lapideo più pregiato e più scuro, ben squadrato e ben definito e la parte superiore in materiale meno nobile, calcareo e di colore chiaro quasi bianco. L'abbinamento dei due colori, sicuramente non voluto ma necessitato, disposto in maniera occasionale, forse un unicum nell'architettura sacra, testimonia i due momenti costruttivi senza nulla togliere alla bellezza dell'edificio.
In asse sulla porta d'accesso è stata aperta, in tempi successivi, una finestra incorniciata in alto da un corso di mattoni rossi che crea una tricromia che movimenta la facciata. A quest'ultima era stato aggiunto nel XVIII secolo un piccolo portico a copertura dell'entrata che provvidenzialmente è stato eliminato all'inizio del Novecento.

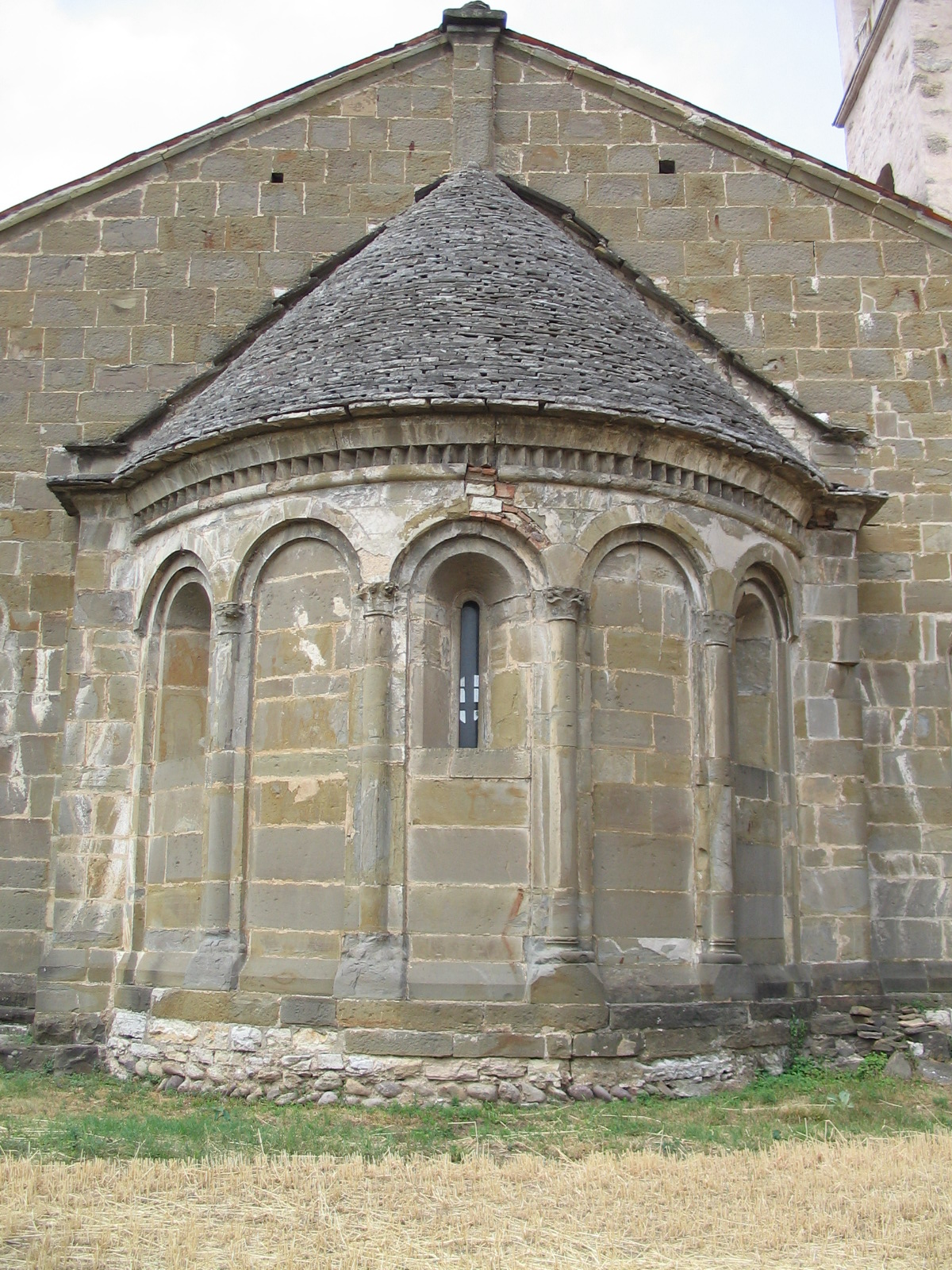
Abside, dettaglio

La parte posteriore esterna dell'abside è di grande eleganza e leggerezza per le sottili colonnine che delimitano delle nicchie e incorniciano le finestrelle.
Le pareti laterali esterne evidenziano le due fasi costruttive con un corso inferiore dello stesso materiale della parte inferiore della facciata e uno superiore in materiale povero, prevalentemente borlanti di fiume, legati con malta, e blocchi calcarei uniti casualmente.
Nel 1700 fu sistemato a sera il piccolo cimitero che specializzò San Giorgio nella chiesa dei Morti, come fu a lungo chiamata: un piccolo spazio aperto con delle lapidi e delle cappellette che ne addolciscono l'aspetto.
L'esito complessivo è di grande fascino e richiama i momenti storici che la chiesa visse con le difficoltà e le passioni dell'epoca.

## Analisi artistica
Gli affreschi della chiesa di San Giorgio in Lemine hanno una importanza storico-artistica notevole per i dettagli da cui si possono ricavare indicatori attendibili sulla loro datazione e sulla loro committenza, e perché caratterizzati dalla 
()

Non è agevole l'attribuzione degli affreschi, nella maggior parte databili tra la fine del Trecento e i primi decenni del Quattrocento, a singole personalità artistiche quali il Maestro del 1388, il Maestro della Vita di Cristo, il Maestro delle Nozze Mistiche, il Maestro della Deposizione, mentre è attendibile la presenza di botteghe artigiane, fortemente radicate nel territorio, che interpretavano e applicavano i desideri della committenza.
()
|  | Gli affreschi, di particolare freschezza e leggibilità, posti nell'angolo tra la parete di destra e la controfacciata formano un trittico asimmetrico piuttosto atipico. Raffigurano nel riquadro di sinistra San Giorgio che uccide il drago davanti alla Principessa riccamente vestita, secondo una concezione stereotipata della leggenda, nella parte centrale la Madonna e il Bambino, che, curiosamente, tiene nella mano destra una tavoletta con le lettere dell'alfabeto, quasi un abecedario, e nel riquadro di destra Sant'Alessandro, il patrono di Bergamo. I due cavalieri, addobbati secondo un canone rinascimentale, montano entrambi cavalli bianchi. La simbologia della raffigurazione, nella sua composizione, fa riferimento alla pace tra le fazioni guelfe e ghibelline del 1385. L'affresco è stato attribuito al Maestro del 1388 e datato alla fine degli anni ottanta del XIV secolo. |
|  | Parte centrale del trittico con San Giorgio e San Alessandro, risalta per la delicatezza della scena quasi in movimento: una madre accompagna il figlio che tiene in mano un abecedario in un amoroso gioco di sguardi. La Madonna si interpone tra due guerrieri quasi con funzione pacificatrice, forse esprimendo l'intenzione del committente. L'affresco, XIV secolo è attribuito alla bottega del Maestro del 1388. |
|  | L'affresco di San Cristoforo si trova sulla parete a sinistra della porta d'ingresso affiancato a quello di Sant'Antonio abate in cui si insinua in basso; ben conservato tranne che nell'estremità inferiore da cui manca una parte. La figura con espressione ieratica fissa muta lo spettatore, grazioso il Bambino sulla spalla, appena leggibile quel che rimane delle pie donne ai piedi del santo. Il colore dominante, il rosso in varie sfumature, risalta sullo sfondo blu e contrasta col verde della tunica del Bambino. L'affresco, XIV secolo è attribuito al Maestro della Vita di Cristo. |
|  | L'affresco di Sant'Antonio abate fa il paio con quello di San Cristoforo da cui subisce un inserimento nella parte inferiore. Il santo, a figura intera, è rappresentato in atto benedicente; molto definiti i tratti del volto specie l'ornamento del mento. Bello il riquadro floreale con una piccola figura umana sopra la testa. L'affresco, XIV secolo è stato attribuito al Maestro del 1388. |
|  | Seppure in una cornice separata sembra formare quasi un unicum con la Madonna in Trono e San Giovanni Battista e l'altra Madonna in Trono e San Giovanni Battista e Sant'Andrea fra cui è inserito. Molto definito e leggibile il volto della Madonna che risalta sul blu dello sfondo, piuttosto rovinato nella parte inferiore. Leggero e delicato nel tratto, l'affresco, XIV secolo, è di incerta attribuzione, forse del Maestro delle Nozze Mistiche. |
|  | Inserito nello stesso riquadro del San Defendente forma con questo quasi un trittico. Il trono culminante in pinnacoli fa da quinta alla Madonna evidenziandone la figura aureolata e il Bambino. Curate nei dettagli e nelle pieghe le vesti, graziosa quella del Bambino, sontuosa quella di San Giovanni benedicente con in mano un cartiglio con scritto ece agnus dei ece qui tolit pecata. L'affresco, XIV secolo, è attribuito alla bottega del Maestro del 1388. |
|  | Nella stessa cornice della Madonna in Trono e San Giovanni Battista si staglia in posizione frontale San Defendente addobbato riccamente da cavaliere. Il capo aureolato è incorniciato da una corta picca e dalla palma del martirio. L'affresco, XIV secolo è attribuito alla bottega del Maestro del 1388. |
|  | Abbastanza rovinato e mutilo si può leggere nel riquadro di destra una Natività con la Madonna sdraiata di grandezza maggiore degli altri personaggi, San Giuseppe che dorme e delle pie donne che lavano il Bambino. Molto più leggibile il Battesimo di Cristo raffigura San Giovanni che battezza Cristo benedicente che esce dalle acque mentre lo Spirito Santo sotto forma di colomba discende su di lui. Affresco, XIV secolo, è stato attribuito al Maestro del 1388. |
|  | San Defendente, aureolato d'argento, addobbato da guerriero, con la destra armata e con la palma del martirio nella sinistra, è identificato dal nome scritto nella cornice sopra la testa. L'affresco, XIV secolo, abbastanza leggibile, di non eccelsa qualità, è stato attribuito alla bottega del Maestro del 1388. |
|  | L'affresco trecentesco, ben conservato e quasi intatto a parte una piccola mutilazione nell'angolo superiore destro, è stato attribuito alla bottega del Maestro del 1388. Elaborato e scenografico il trono per fare risaltare meglio la Madonna, graziosa e delicata l'immagine del Bambino benedicente con l'uccellino nella mano sinistra. Dettagliate e definite le figure dei Santi Andrea e Giovanni Battista, rispettivamente alla destra e alla sinistra della Madonna. Elaborate le volute delle vesti dei personaggi raffigurati. |
|  | L'affresco è particolarmente rovinato e mutilato, appena leggibile la Madonna in Trono e quel che resta di Sant'Antonio abate. Riconoscibile il Bambino aureolato sulle gambe della Madonna. L'affresco del XIV secolo è di incerta attribuzione, forse della scuola del Maestro del 1388. |
|  | La scena è sapientemente rappresentata in tutta la sua drammaticità e l'affollamento dei personaggi, ore clamante, attorno al sepolcro ne esalta la tensione. Il Cristo è quasi sospeso tra le mani di Giovanni di Arimatea e Giovanni Evangelista, mentre in secondo piano le pie donne gridano il proprio dolore. Particolarmente espressiva la pia donna al centro della scena con le braccia alzate. Maddalena bacia le ginocchia del Cristo e la Madonna Addolorata il viso. In terzo piano altre pie donne si lamentano. L'affresco di incerta attribuzione, ma di scuola locale, è stato fatto risalire ai primi anni del Quattrocento. |
|  | La scena affollata attorno all'abbraccio tra il Cristo, che si porge, e San Bernardo da Chiaravalle presenta tratti di intensa drammaticità, anche se inferiore alla Deposizione nel Sarcofago, mitigata dalla presenza delle Madonne in Trono. Particolarmente significativo il simbolismo del movimento del Cristo che si stacca dalla Croce per abbracciare San Bernardo per manifestare una particolare predilezione. È uno scenario quasi surreale: a sinistra una Madonna in Trono, protettrice, con il Bambino avvinghiato, all'altra estremità una Madonna che allatta e al centro la Passione: la vita, la morte, quasi un percorso. Sant'Antonio abate, con la fiamma in mano, l'Addolorata e San Giovanni Evangelista muti testimoni dell'abbraccio. Affresco del XV secolo attribuito da alcuni autori alla mano del Maestro della Deposizione.                                                        |
|  | Fa parte di un più ampio affresco molto danneggiato. Santa Lucia dal volto curato e dettagliato, con la capigliatura bionda racchiusa da un diadema, è raffigurata secondo l'iconografia tradizionale con il piattino e gli occhi in mano, mentre San Gerolamo, dal particolare copricapo, reca nella mano destra due libri e nella sinistra il pastorale. L'affresco del XV secolo è di incerta attribuzione. |